# لويس كالديرون
لويس كالديرون (بالإسبانية: Luis Antonio Calderón)‏ (2 يونيو 1990 في كولومبيا - ) هو لاعب كرة قدم كولومبي في مركز الدفاع. لعب مع ديبورتيفو كالي.

## وصلات خارجية
- لويس كالديرون على موقع قاعدة بيانات كرة القدم.إي يو (الإنجليزية)
- لويس كالديرون على موقع Soccerway.com (الإنجليزية)
- لويس كالديرون على موقع AS.com (الإسبانية)